# Kommissar Haferkamp
Der Essener Kommissar Heinz Haferkamp war  zwischen 1974 und 1980 der Hauptermittler in 20 Folgen des WDR für die ARD-Krimireihe Tatort. Verkörpert wurde die fiktive Figur von dem 2007 verstorbenen Schauspieler Hansjörg Felmy. Haferkamps Assistent war Willi Kreutzer, den Willy Semmelrogge spielte. In zwei Folgen zum Ende hin wurde Haferkamp, der nicht mehr auftrat, durch Kreutzer  vertreten. Nach WDR-Angaben bekam Felmy 30.000 D-Mark je Tatort-Folge, damit lag seine Gage höher als die der anderen damaligen Fernsehkommissare.  Nach seinem Ausscheiden beim WDR wurde er von Götz George als Kriminalhauptkommissar Horst Schimanski ersetzt, dessen Fälle in Duisburg spielen.
Kriminaloberkommissar Heinz Haferkamp wurde 2008, 28 Jahre nach seinem letzten Fall, in einer von Emnid durchgeführten Beliebtheitsumfrage anlässlich der 700. Sendung der Reihe auf den dritten Platz aller Tatort-Kommissare gewählt, nach Götz George als Horst Schimanski und dem Duo  Manfred Krug, Charles Brauer als Stoever und Brockmöller.

## Rolle
Nach Angaben der privaten Webseite tatort-fundus.de ist die Rolle von Heinz Haferkamp die des ersten Tatort-Kommissars, von dem bekannt sei, dass ein mehrköpfiges Team (Georg Feil, Werner Kließ, Philippe Pilliod, Peter Scheibler, Oliver Storz und Karl Heinz Willschrei) im Oktober 1972 „Überlegungen zur Figur dieses Kommissars“ zu Papier gebracht hatte, noch bevor ein Drehbuch erstellt wurde. In dem entsprechenden Text findet sich „neben der Festlegung einer melancholischen Lebenshaltung und der besonderen Hartnäckigkeit des Ermittlers, z. B. auch die Vorstellung, dass ein ‚etwas schusseliger Typ‘ sein Assistent sein könne und ebenfalls wird die ‚Ex-Frau‘ als Teil der Biographie angedacht.“ Hansjörg Felmy selbst wies in einem Interview darauf hin, „dass bereits in der Figurenentwicklung versucht worden sei, Haferkamp ein bisschen persönlichen Background (zu) geben, damit der Kommissar für die Zuschauer nicht allein als Ermittler, sondern als Mensch interessant würde.“ Seine Frikadellenleidenschaft jedoch „habe er sich ausgedacht, denn sie mache ‚einfach liebenswerter, lebenswerter […], menschlicher“.
Achim Neubauer beschrieb in tatort-fundus.de die Rollencharakteristik des Kriminalhauptkommissars Haferkamp, der im 1. Kommissariat „Tötungsdelikte“ bei der Essener Kriminalpolizei arbeitet, als mit Anfang der 1930er Jahre geboren „durch die Zeit der Kriegs- und Nachkriegszeit in seinen Wertvorstellungen nachhaltig geprägt“. Mit seiner „unausgeglichenen Mischung aus Distanziertheit und Empathie verbeißt er sich geradezu in die Untersuchungen, denkt komplex und ist bereit für den Ermittlungserfolg auch Wege zu gehen, die außerhalb der gesetzlichen Vorschriften liegen.“ Teamarbeit liege ihm nicht; sondern Haferkamp trifft „oft eigensinnige, einsame Entscheidungen“. Mit seinem Assistenten Willi Kreutzer verbinde ihn ein kumpelhaftes, oft fast freundschaftliches Verhältnis, dem „aber von Haferkamp klar die Grenzen aufgezeigt werden.“ Der Umgang mit seinem Chef Karl Scheffner (Bernd Schäfer) sei „despektierlich“; er versorge ihn „manches Mal nur mit einem Mindestmaß an Informationen“ und scheue sich nicht, „ihn in den Dienstbesprechungen frontal mit kritischen, auch ironischen Bemerkungen anzugehen“. Zudem lebt Haferkamp geschieden; die Ehe mit seiner Jugendliebe Ingrid Haferkamp (Karin Eickelbaum) „scheiterte daran, dass er einfach nicht dazu in der Lage war, Dienstliches und Privates zu trennen. Haferkamp, von dem die Initiative zur Scheidung ausging, denkt voller Sentimentalität an die Ehejahre zurück – eigentlich liebt er Ingrid immer noch – und manchmal versteht er gar nicht mehr, warum es überhaupt zur Trennung kam.“ Dennoch habe er weiterhin ein gutes Verhältnis zu ihr und trifft sie öfters: „Die beiden schlafen offenbar noch miteinander, gehen zusammen ins Museum, fahren gemeinsam in den Urlaub nach Italien [...]“ Dennoch sei Ingrid immer wieder empört, „wenn sie merkt, dass diese gemeinschaftlichen Unternehmungen von ihrem Ex-Mann mit dienstlichen Ermittlungen verbunden werden“ und ein „Zusammenleben nicht klappen“ könne.
TV Spielfilm beschrieb die Rolle Felmys als Haferkamp „selbst unter den Durchschnittsbeamten der Bundesrepublik“ noch als „Unscheinbarsten“ und stellte die rhetorische Frage, ob er „ein Langweiler durch und durch“ sei. Als Mann mit „gepflegter Erscheinung, korrekten Umgangsformen“ wirke er „furchtbar selbstbeherrscht“, dennoch sei Haferkamp „ein besonnener Analytiker, nur selten ging sein Temperament mit ihm durch“. Er sei aber lange noch „kein Bürotrottel“; er ging gerne „auch mal ungewöhnliche Wege für die Lösung eines Falles und griff zu zweifelhaften Methoden“ und schien „mit sich, der Welt und vor allem mit seiner Exfrau im Reinen.“ Dass er dennoch grübelte und allein in seiner Wohnung saß, „lag natürlich an seinem Job.“ Kaum gab es einen Fall, „in dem nicht Leidenschaft zu Mord oder enorme Geldnot einstmals Vermögender zu Verzweiflungstaten führte, was wiederum den Weltschmerz in das Essener Kommissarengesicht meißelte.“
Paul Barz bezeichnete im Hamburger Abendblatt die Rolle Haferkamp als zuvor so „noch nicht gesehener Kriminaler-Typ“. Er war kein „besserer älterer Herr wie der NDR-Trimmel“ oder Kommissar Keller im ZDF, „nach deren Polizei-Einsatz in der NS-Zeit man besser nicht zu dringlich“ fragen sollte. Dazu war er zu jung, „illusionslos, mit gescheiterter Ehe hinter sich, von der er dennoch nicht ganz lassen wollte, vom Leben in jeder Hinsicht kräftig angeschrammt.“ Mit ihm kam eine neue „Kommissarsriege“, die „nüchterner, härter“ sowie „weniger selbstverliebt“ sei.

## Tatort-Fälle mit Haferkamp als Hauptermittler
| Fall | Titel                          | Erstausstrahlung | Folge | Autor                             | Regie             | Besonderheiten                                                                                 |
| ---- | ------------------------------ | ---------------- | ----- | --------------------------------- | ----------------- | ---------------------------------------------------------------------------------------------- |
| 01   | Acht Jahre später              | 28. Apr. 1974    | 39    | Karl Heinz Willschrei             | Wolfgang Becker   | Gastauftritt Finke                                                                             |
| 02   | Zweikampf                      | 23. Jun. 1974    | 41    | Karl Heinz Willschrei             | Wolfgang Becker   | Gastauftritt Veigl                                                                             |
| 03   | Der Mann aus Zimmer 22         | 08. Dez. 1974    | 46    | Oliver Storz                      | Heinz Schirk      | Gastauftritt Böck                                                                              |
| 04   | Wodka Bitter-Lemon             | 13. Apr. 1975    | 50    | Henry Kolarz                      | Franz Peter Wirth | Gastauftritt Veigl                                                                             |
| 05   | Die Abrechnung                 | 08. Jun. 1975    | 52    | Karl Heinz Willschrei             | Wolfgang Becker   | Gastauftritt Veigl                                                                             |
| 06   | Treffpunkt Friedhof            | 12. Okt. 1975    | 56    | Werner Kließ                      | Wolfgang Becker   |                                                                                                |
| 07   | Zwei Leben                     | 14. Mär. 1976    | 61    | Karl Heinz Willschrei             | Wolfgang Staudte  | Gastauftritt Finke                                                                             |
| 08   | Fortuna III                    | 07. Jun. 1976    | 64    | Wolfgang Mühlbauer, Hannes Burger | Wolfgang Becker   |                                                                                                |
| 09   | Abendstern                     | 07. Nov. 1976    | 68    | Herbert Lichtenfeld               | Wolfgang Becker   | Gastauftritt Veigl                                                                             |
| 10   | Spätlese                       | 22. Mai 1977     | 75    | Herbert Lichtenfeld               | Wolfgang Staudte  |                                                                                                |
| 11   | Drei Schlingen                 | 28. Aug. 1977    | 78    | Karl Heinz Willschrei             | Wolfgang Becker   | Wurde zunächst jahrelang nicht wiederholt, aus Gründen des Jugendschutzes dann minimal gekürzt |
| 12   | Das Mädchen von gegenüber      | 04. Dez. 1977    | 82    | Martin Gies                       | Hajo Gies         |                                                                                                |
| 13   | Rechnung mit einer Unbekannten | 23. Apr. 1978    | 87    | Peter Hemmer                      | Wolfgang Becker   | Gastauftritt Buchmüller                                                                        |
| 14   | Lockruf                        | 02. Jul. 1978    | 89    | Herbert Lichtenfeld               | Wolfgang Becker   |                                                                                                |
| 15   | Der Feinkosthändler            | 10. Sep. 1978    | 91    | Martin Gies                       | Hajo Gies         |                                                                                                |
| 16   | Die Kugel im Leib              | 14. Jan. 1979    | 95    | Georg Feil                        | Wolfgang Staudte  |                                                                                                |
| 17   | Ein Schuß zuviel               | 14. Jun. 1979    | 100   | Wolfgang Mühlbauer                | Hartmut Griesmayr |                                                                                                |
| 18   | Schweigegeld                   | 18. Nov. 1979    | 106   | Herbert Lichtenfeld               | Hartmut Griesmayr |                                                                                                |
| 19   | Schußfahrt                     | 01. Jun. 1980    | 113   | Peter Hemmer                      | Wolfgang Staudte  |                                                                                                |
| 20   | Schönes Wochenende             | 16. Nov. 1980    | 118   | Uwe Erichsen                      | Wolfgang Staudte  |                                                                                                |